# Adam Lallana
Adam David Lallana (sinh ngày 10 tháng 5 năm 1988) là một cầu thủ bóng đá chuyên nghiệp của Anh hiện đang chơi ở vị trí tiền vệ tấn công cho câu lạc bộ Brighton & Hove Albion F.C. và đội tuyển bóng đá quốc gia Anh.
Anh bắt đầu sự nghiệp khi còn trẻ với Bournemouth trước khi chuyển sang Southampton vào năm 2000, nơi anh trở thành một cầu thủ bóng đá chuyên nghiệp vào năm 2006. Sau khi một thời gian cho Bournemouth mượn, Lallana trở lại đội Southampton khi đội được lên hạng tham gia Giải bóng đá Ngoại hạng Anh, và trở thành đội trưởng vào năm 2012.
Lallana đã được tham gia đội tuyển quốc gia Anh thi đấu quốc tế vào năm 2013 và được chọn tham gia giải vô địch bóng đá thế giới 2014.

## Thời niên thiếu
Lallana sinh tại St Albans ở Hertfordshire nhưng khi lên 5 tuổi, anh chuyển đến khu Iford ở Bournemouth. Anh theo học tiểu học tại trường Corpus Christi và được liên thông lên trường Công giáo St Peter. Khi còn là một đứa trẻ, Lallana và bố đều cổ vũ cho đội Everton.

## Thống kê số bàn thắng

### Câu lạc bộ
Adam Lallana khởi nghiệp từ Trung tâm tài năng Bournemouth (Bournemouth Centre of Excellence), sau đó anh được các nhà tuyển trạch viên của Southampton đã phát hiện và gia nhập Viện đào tạo của The Saint năm 2000 khi mới 12 tuổi. Anh được đôn lên đội 1 năm 2006 nhưng lại được cho Bournemoth mượn vào năm 2007. Có vẻ ở đây mọi chuyện không được suôn sẻ lắm khi cả năm 2007 anh chỉ được ra sân 3 lần và được trả về Southampton ngay trong năm ấy. Trở lại Southampton, Lallana chỉ mất 1 năm để trở thành cầu thủ chính thức, và mất 4 năm để trở thành đội trưởng. Chính anh đã đóng công không nhỏ đưa Southampton từ giải hạng nhì (League One) lên hạng nhất (Championship) năm 2011, và lên Ngoại Hạng (Premier League) năm 2012. Anh là nhạc trưởng, là linh hồn của Southampton lúc ấy với lối chơi hoa mỹ nhưng không kém phần hiệu quả, mềm mại nhưng cũng rất tốc độ.
Tất cả những điều đó đã làm Rodgers và BLĐ Liverpool bỏ ra số tiền 25 triệu bảng để đưa anh về Anfield, trở thành cầu thủ đắt giá nhất hè năm ấy mà Liverpool mua về. Thật ra Brendan đã tính toán rất kĩ khi bỏ ra số tiền này: cầu thủ Anh, đá bóng tại Anh, chưa kể những thống kê mùa 13-14 cho thấy anh di chuyển rất nhiều trên sân, ngang với Henderson của mình. Tất cả những gì Rodgers cần ở một tiền vệ tấn công thì Lallana đều có, thông minh, kĩ thuật, khả năng xử lý phạm vi hẹp, cần mẫn. Đây sẽ là yếu tố rất quan trọng bởi Liverpool ưa dùng Pressing ở cường độ cao. Kể từ khi chuyển tới Liverpool, Lallana chủ yếu thi đấu ở hai vị trí tiền vệ chạy cánh và đôi khi là một tiền vệ con thoi trung tâm. Tuy nhiên, đây không phải là Southampton, nơi anh là đầu tầu, là nhạc trưởng, là nơi anh có thể xử lý bất kì cách nào anh muốn. Còn ở Liverpool, anh phải nhường khu vực giữa sân cho những Henderson, Coutinho, Lucas, phải thi đấu theo đúng chiến thuật mà Rodgers đưa ra. Không còn được chơi thứ bóng đá mình yêu thích, anh cũng chẳng còn những giây phút xuất thần như ngày xưa. Lallana bấy giờ giống như một cô công chúa rườm rà và yếu ớt. Nhưng cũng giống như khi trở về từ Bournemouth trong thất bại, anh không bao giờ bỏ cuộc hay có những phàn nàn về cách dùng người của HLV mà cố gắng tìm lại phong độ qua từng cơ hội ra sân, chẳng khác nào cách Brendan Rodgers loay hoay xử lý bài toán khó tại Anfield.
Phải đến khi Rodgers quyết định từ bỏ hoàn toàn những mẫu sơ đồ từng đưa Liverpool lên đỉnh cao của họ mùa trước là 4-3-3 và 4-4-2 kim cương, đội bóng áo đỏ mới trở lại với một hình ảnh mạnh mẽ như người hâm mộ kỳ vọng. Bản thân Lallana trở thành một trong những cái tên quan trọng nhất của hệ thống này. Được đặt vào một trong hai vị trí tiền vệ tấn công sau lưng trung phong, Lallana đã thể hiện tuyệt vời khả năng xử lý bóng trong phạm vi hẹp cũng như năng suất hoạt động như một cỗ máy. Rodgers công khai tuyên bố yêu cầu về việc 3 cầu thủ dẫn dắt hàng công phải áp sát đối phương mạnh mẽ, và đó chính là những gì Lallana đáp ứng hoàn hảo. Nhưng như thế vẫn là chưa đủ. Chúng ta vẫn chưa bao giờ thấy lại 1 Lallana từng khuấy đảo giải Ngoại hạng mùa 13-14 nữa.
Giờ đây, khi Klopp đã có những quân bài cần thiết và Adam Lallana vẫn còn đang loay hoay giữa việc trở thành người thay thế cho đôi cánh Firmino – Mane, hay vào giữa cầm bóng như trận với Leicester vừa qua. Có những lúc anh tỏa sáng, có những lúc anh mờ nhạt. Nhưng có 2 điều chắc chắn, anh vẫn đang chơi đầy cố gắng và vẫn đang giành được lòng tin từ ông thầy người Đức. Hi vọng anh sẽ ngày càng toả sáng hơn nữa cho riêng bản thân anh cũng như cho Liverpool.

## Thống kê sự nghiệp

### Câu lạc bộ
Tính đến ngày 10 tháng 3 năm 2018.
| Câu lạc bộ          | Mùa giải            | Liên đoàn           | Liên đoàn | Liên đoàn | Cúp FA | Cúp FA | Cúp Liên đoàn | Cúp Liên đoàn | Khác | Khác | Tổng | Tổng |
| Câu lạc bộ          | Mùa giải            | Hạng                | Trận      | Bàn       | Trận   | Bàn    | Trận          | Bàn           | Trận | Bàn  | Trận | Bàn  |
| ------------------- | ------------------- | ------------------- | --------- | --------- | ------ | ------ | ------------- | ------------- | ---- | ---- | ---- | ---- |
| Southampton         | 2006–07             | Giải Hạng nhất      | 1         | 0         | 0      | 0      | 1             | 0             | 0    | 0    | 2    | 0    |
| Southampton         | 2007–08             | Giải Hạng nhất      | 5         | 1         | 0      | 0      | 0             | 0             | —    | —    | 5    | 1    |
| Southampton         | 2008–09             | Giải Hạng nhất      | 40        | 1         | 0      | 0      | 3             | 1             | —    | —    | 43   | 2    |
| Southampton         | 2009–10             | League One          | 44        | 15        | 5      | 1      | 2             | 2             | 5    | 2    | 56   | 20   |
| Southampton         | 2010–11             | League One          | 36        | 8         | 3      | 2      | 2             | 1             | 0    | 0    | 41   | 11   |
| Southampton         | 2011–12             | Championship        | 41        | 11        | 2      | 1      | 3             | 1             | —    | —    | 46   | 13   |
| Southampton         | 2012–13             | Premier League      | 30        | 3         | 0      | 0      | 0             | 0             | —    | —    | 30   | 3    |
| Southampton         | 2013–14             | Premier League      | 38        | 9         | 3      | 1      | 1             | 0             | —    | —    | 42   | 10   |
| Southampton         | Tổng cộng           | Tổng cộng           | 235       | 48        | 13     | 5      | 12            | 5             | 5    | 2    | 265  | 60   |
| Bournemouth (mượn)  | 2007–08             | League One          | 3         | 0         | 0      | 0      | 0             | 0             | 1    | 0    | 4    | 0    |
| Liverpool           | 2014–15             | Premier League      | 27        | 5         | 4      | 1      | 4             | 0             | 6    | 0    | 41   | 6    |
| Liverpool           | 2015–16             | Premier League      | 29        | 4         | 0      | 0      | 6             | 0             | 12   | 3    | 47   | 7    |
| Liverpool           | 2016–17             | Premier League      | 31        | 8         | 1      | 0      | 3             | 0             | —    | —    | 35   | 8    |
| Liverpool           | 2017–18             | Premier League      | 10        | 0         | 1      | 0      | 0             | 0             | 1    | 0    | 12   | 0    |
| Liverpool           | Tổng cộng           | Tổng cộng           | 98        | 17        | 6      | 1      | 13            | 0             | 20   | 3    | 137  | 21   |
| Tổng cộng sự nghiệp | Tổng cộng sự nghiệp | Tổng cộng sự nghiệp | 336       | 65        | 19     | 6      | 25            | 5             | 26   | 5    | 406  | 81   |

1. 1 2  Tham dự Football League Trophy
2. ↑  Appearances in UEFA Champions League
3. ↑  Appearances in UEFA Europa League
4. ↑  Appearances in UEFA Champions League

### Danh Hiệu
- Liverpool
- UEFA Champions League: 2018–19
- UEFA Super Cup: 2019
- FIFA Club World Cup: 2019
- Premier League: 2019–20

### Thi đấu quốc tế
Tính đến trận đấu vào ngày 27 tháng 3 năm 2018.
| Đội tuyển quốc gia | Năm       | Ra sân | Bàn thắng |
| ------------------ | --------- | ------ | --------- |
| Anh                | 2013      | 2      | 0         |
| Anh                | 2014      | 11     | 0         |
| Anh                | 2015      | 6      | 0         |
| Anh                | 2016      | 10     | 3         |
| Anh                | 2017      | 4      | 0         |
| Anh                | 2018      | 1      | 0         |
| Tổng cộng          | Tổng cộng | 34     | 3         |

### Bàn thắng quốc tế
| #  | Ngày                 | Địa điểm                                           | Đối thủ     | Bàn | Kết quả | Giải đấu                 |
| -- | -------------------- | -------------------------------------------------- | ----------- | --- | ------- | ------------------------ |
| 1. | 4 tháng 9 năm 2016   | Sân vận động Antona Malatinského, Trnava, Slovakia | Slovakia    | 1–0 | 1–0     | Vòng loại World Cup 2018 |
| 2. | 11 tháng 11 năm 2016 | Sân vận động Wembley, London, Anh                  | Scotland    | 2–0 | 3–0     | Vòng loại World Cup 2018 |
| 3. | 15 tháng 11 năm 2016 | Sân vận động Wembley, London, Anh                  | Tây Ban Nha | 1–0 | 2–2     | Giao hữu                 |